# Élection gouvernorale de 2017 au New Jersey
L’élection du gouverneur en 2017 dans le New Jersey (en anglais : 2017 New Jersey gubernatorial election) s'est déroulée le 7 novembre 2017 dans le New Jersey. Il s'agit d’élire le successeur de Chris Christie, républicain, qui ne peut pas se représenter pour un 3e mandat

## Primaire républicaine

Candidat en tête par comté :
Kim Guadagno
Jack Ciattarelli

| Candidat         | Voix    | %     |
| ---------------- | ------- | ----- |
| Kim Guadagno     | 113 846 | 46,70 |
| Jack Ciattarelli | 75 556  | 30,99 |
| Hirsh Singh      | 23 728  | 9,73  |
| Joseph R. Rullo  | 15 816  | 6,49  |
| Steven Rogers    | 14 187  | 5,82  |
| Write-In         | 638     | 0,27  |

## Primaire démocrate

Candidat en tête par comté :
Phil Murphy
John Wisniewski

| Candidat           | Voix    | %     |
| ------------------ | ------- | ----- |
| Phil Murphy        | 243 643 | 48,37 |
| Jim Johnson        | 110 250 | 21,89 |
| John S. Wisniewski | 108 532 | 21,55 |
| Raymond J. Lesniak | 24 318  | 4,83  |
| William Brennan    | 11 263  | 2,24  |
| Mark Zinna         | 5 213   | 1,03  |
| Write-In           | 463     | 0,09  |

## Élection générale
| Candidat         | Parti | Parti                 | Voix      | %     |
| ---------------- | ----- | --------------------- | --------- | ----- |
| Phil Murphy      |       | Démocrate             | 1 203 110 | 56,03 |
| Kim Guadagno     |       | Républicain           | 899 583   | 41,89 |
| Gina Genovese    |       | Reduce Property Taxes | 12 294    | 0,57  |
| Peter J. Rohrman |       | Libertarien           | 10 531    | 0,49  |
| Seth Kaper-Dale  |       | Vert                  | 10 053    | 0,47  |
| Matthew Riccardi |       | Constitution          | 6 864     | 0,32  |
| Vincent Ross     |       | We the People         | 4 980     | 0,23  |